# Parogovia montealensis
Espèce
Parogovia montealensis est une espèce d'opilions cyphophthalmes de la famille des Neogoveidae.

## Distribution
Cette espèce se rencontre en Guinée équatoriale au Río Muni et au Cameroun dans la région du Littoral.

## Description
Le mâle holotype mesure 3,02 mm et la femelle paratype 2,90 mm.

## Étymologie
Son nom d'espèce, composé de monteale[n] et du suffixe latin -ensis, « qui vit dans, qui habite », lui a été donné en référence au lieu de sa découverte, le parc national de Monte Alén.

## Publication originale
- Benavides, Hormiga & Giribet, 2019 : « Phylogeny, evolution and systematic revision of the mite harvestman family Neogoveidae (Opiliones Cyphophthalmi). » Invertebrate Systematics, vol. 33, no 1, p. 101-180.